# Calvin C. Bliss
Calvin Comins Bliss  (* 22. Dezember 1823 in Calais, Washington County, Vermont; † 13. Dezember 1891 in Sweet Home, Arkansas) war ein US-amerikanischer Politiker. Zwischen 1864 und 1868 war er Vizegouverneur des Bundesstaates Arkansas.

## Werdegang
Calvin Bliss besuchte bis 1847 die Hamilton Literary and Theological Institution, die heutige Colgate University in Hamilton im Staat New York. Er verließ diese Schule aber vorzeitig – möglicherweise, weil sie politische Aktivitäten zur Abschaffung der Sklaverei untersagte. Danach arbeitete er in verschiedenen Anstellungen in New York, Massachusetts und Connecticut. Er war auch in der Immobilien- und Verlegerbranche tätig.
1854 zog Bliss mit seiner Frau Caroline, die er gerade geheiratet hatte, nach Batesville in Arkansas, wo er für die Katasterbehörde arbeitete. Er war ein Anhänger der Union und hatte als solcher zu Beginn des Bürgerkrieges in Arkansas, einem Staat der Konföderation, einen schweren Stand. Als im Jahr 1862 Truppen der Union in seiner Heimat erschienen, schloss sich Bliss ihnen an. Batesville fiel aber wieder an die Konföderation und seine Familie musste während seiner Abwesenheit beim Militär in den Norden fliehen, weil sie von ihren konföderierten Mitbürgern massiv bedroht wurde. Anfang 1864 nahm Bliss als Delegierter an einem Verfassungskonvent der unionstreuen Bürger von Arkansas teil. In der neuen Verfassung wurde die Sklaverei aufgehoben und die Austrittserklärung des Staates aus der Union von 1861 widerrufen. Diese Verfassung galt damals naturgemäß nur in dem von Unionstruppen kontrollierten Teilen des Staates. Unter dieser Verfassung wurde Calvin Bliss zum ersten Vizegouverneur von Arkansas gewählt.
Im Jahr 1865 brachte Bliss seine Familie zurück nach Arkansas. Zwischenzeitlich gab er auch in Little Rock eine Zeitung heraus. Bis 1868 bekleidete er das Amt des Vizegouverneurs, das danach wieder abgeschafft wurde. Anschließend setzte er seine früheren Tätigkeiten fort, wobei er mehrfach in finanzielle Schwierigkeiten geriet. Er starb am 13. Dezember 1891 in der Ortschaft Sweet Home im Pulaski County.